# Mount Freya
Mount Freya ist ein 2225 m hoher und markanter Berg im ostantarktischen Viktorialand. In der Asgard Range des Transantarktischen Gebirges ragt er östlich des Mount Thor auf.
Teilnehmer einer von 1958 bis 1959 dauernden Kampagne im Rahmen der neuseeländischen Victoria University’s Antarctic Expeditions benannten ihn nach der Göttin Freya aus der germanischen Mythologie.